# ひとりっ子甘えっ子
「ひとりっ子甘えっ子」（ひとりっこあまえっこ）は、1973年7月21日に発売された浅田美代子の2枚目のシングル。

## 収録曲
- 両楽曲共に、作詞：小谷夏／作曲：筒美京平

1. ひとりっ子甘えっ子（2分40秒）
編曲：筒美京平
2. 風とふたりで（2分54秒）
編曲：高田弘

## 収録アルバム
- GOLDEN☆BEST 浅田美代子